# Säsong
För andra betydelser, se Säsong (olika betydelser).
Säsong, via franskans saison, från latinets satio (tid för) sådd, är numera en benämning för en årstid, en eller period av ett år som återkommer varje år.
Svamparna och svampplockningen har säsong på sensommaren/hösten, utomhusbadet under "sommarsäsongen", och skidåkning under vintern på respektive halvklot. I skolorna talar man om läsår istället för säsonger. Den tid på året då säsongen inom något pågår som intensivast talar man om "högsäsong", medan det under mindre intensiva perioder är "lågsäsong". I jakt är jaktsäsongen ofta reglerad i lagar eller förordningar. Perioder kan även kallas högsäsong eller lågsäsong beroende på tillgång eller efterfrågan av tjänster eller produkter.

## Sport och TV
Sport och TV-branschen är numera de områden där uttrycket "säsong" används mest. Inom båda områdena fungerar säsongen som en naturlig avdelning.
Säsongen är ofta den period som styr kontrakt, löner och andra förmåner. Oenigheter eller kontraktsbrott brukar därför avgöras mellan säsongerna, för att störa verksamheten så lite som möjligt.

### Sport
För sporten utgör ofta en säsong en enskild tävling mellan alla lag, man talar till exempel om Elitserien i ishockey säsongen 1995/1996, Elitserien i ishockey säsongen 1996/1997, och så vidare. Hur fotbollssäsongen skall spelas i olika länder debatteras ibland inom fotbollen. Den internationella skidsäsongen är anpassad efter Norra halvklotets vinter.

### TV
En TV-serie, till exempel "Dallas" eller "Teenage Mutant Ninja Turtles", delas in i säsong 1, 2, 3 och så vidare. Det är under säsongen programmet sänds, oftast en bestämd tid varje dag eller vecka. Ibland kan ändringar göras på grund av annat som visas på TV, till exempel EM i fotboll. Oftast görs uppehåll under sommaren på aktuellt halvklot, en årstid mer förknippad med uteliv än med TV-tittande. Under sommaren visas däremot ofta repriser. För att behålla tittare tills början på nästa säsong, avslutar TV-serier ofta sista avsnittet för säsongen med en cliffhanger.